# 언더커버 (2021년 드라마)
《언더커버》는 2021년 4월 23일부터 2021년 6월 12일까지 방송된 JTBC 금토 드라마이다. 자신의 정체를 숨기고 살아온 남자가 일련의 사건에 휘말리며 가족을 지키는 이야기이다.

## 제작진
- 극본: 백철현, 송자훈, 정혜은
- 연출: 송현욱

## 출연진

### 주요 인물
- 지진희: 한정현/이석규 역(젊은 시절: 연우진)
- 김현주: 최연수 역(젊은 시절: 한선화)
- 허준호: 임형락 역
- 정만식: 도영걸 역(젊은 시절: 박두식)

### 석규 / 연수네
- 유선호: 이승구 역
- 이재인: 이승미 역

### 국정원 사람들
- 권해효: 오필재 역
- 주석태: 박원종 역
- 한고은: 고윤주 역
- 남성진: 차민호 역

### 공수처 사람들
- 최대철: 추동우 역
- 이한위: 배구택 역
- 배윤경: 송미선 역
- 강영석: 정철훈 역

### 연수 주변 인물
- 이승준: 강충모 역(젊은시절: 홍진기)
- 최광일: 황정호 역
- 손종학: 유상동 역
- 김수진: 민상아 역(젊은 시절: 한보배)

### 그 외 인물
- 박정언: 국회의원 이영숙
- 송영규: 곽문흠 역 - 서울중앙지방검찰청 검사장
- 박진우: 구서복 역 - 광역수사대(광수대) 반장
- 임형국: 박두식 역 - 김태열 사건 목격자
- 김혜진: 정희 역 - 차민호 조사팀장 차민혁의 아내
- 안세호: 김광철 역
- 이세나: 김다경 역
- 강동호: 천우진 역
- 서준: 현필 역
- 미상: 강경자 역
- 신비: 장유빈 역[1]

### 특별 출연
- 김영대: 김태열 역 - 전대협 의장, 전국적인 대학생 조직 일원
- 박근형: 이만호 역
- 정인기: 김명재 역
- 김영웅

## 시청률
최저 시청률과 최고 시청률은 시청률 조사회사와 지역별로 시청률에 차이가 있을 수 있습니다.
| 2021년 | 2021년   | 2021년     | 2021년     | 2021년 |
| 회차   | 방송일   | AGB 시청률 | AGB 시청률 |        |
| 회차   | 방송일   | 한국(전국) | 수도권     |        |
| ------ | -------- | ---------- | ---------- | ------ |
| 1회    | 4월 23일 | 3.471%     | 4.139%     |        |
| 2회    | 4월 24일 | 3.785%     | 4.866%     |        |
| 3회    | 4월 30일 | 2.841%     | 3.355%     |        |
| 4회    | 5월 1일  | 3.367%     | 4.283%     |        |
| 5회    | 5월 7일  | 2.885%     | 3.466%     |        |
| 6회    | 5월 8일  | 4.243%     | 5.115%     |        |
| 7회    | 5월 14일 | 3.041%     | 3.963%     |        |
| 8회    | 5월 15일 | 4.175%     | 5.555%     |        |
| 9회    | 5월 21일 | 3.777%     | 4.471%     |        |
| 10회   | 5월 22일 | 4.187%     | 4.939%     |        |
| 11회   | 5월 28일 | 3.768%     | 4.503%     |        |
| 12회   | 5월 29일 | 3.816%     | 4.696%     |        |
| 13회   | 6월 4일  | 3.922%     | 4.437%     |        |
| 14회   | 6월 5일  | 4.517%     | 5.279%     |        |
| 15회   | 6월 11일 | 3.916%     | 4.645%     |        |
| 16회   | 6월 12일 | 5.229%     | 6.115%     |        |

## 같이 보기
- 대한민국의 텔레비전 드라마 목록 (ㅇ)
- 2021년 대한민국의 텔레비전 드라마 목록